# Herbert Feurer
Herbert Feurer (ur. 14 stycznia 1954 w Aspang) – piłkarz austriacki grający na pozycji bramkarza.

## Kariera klubowa
Karierę piłkarską Feurer rozpoczął w Wiener Neustädter SC. W sezonie 1975/1976 zadebiutował w jego barwach w drugiej lidze Austrii. W 1976 roku odszedł do pierwszoligowego Rapidu Wiedeń i za kadencji trenera Antoniego Brzeżańczyka stał się pierwszym bramkarzem klubu. W 1982 roku osiągnął swój pierwszy sukces, gdy po raz pierwszy w karierze został mistrzem kraju. W 1983 roku sięgnął po dublet – mistrzostwo i Puchar Austrii, a w latach 1984 i 1985 ponownie zdobywał krajowy puchar. Od 1985 roku był rezerwowym dla Michaela Konsela. Wiosną tamtego roku dotarł do finału Pucharu Zdobywców Pucharów (nie grał w przegranym 1:3 finale z Evertonem). W 1987 i 1988 roku ponownie zostawał mistrzem kraju. W tym pierwszym przypadku zdobył też kolejny Puchar Austrii. W 1989 roku zakończył karierę piłkarską. W barwach Rapidu rozegrał 289 meczów.
| Sezon   | Klub                 | Kraj    | Rozgrywki   | Mecze | Bramki |
| ------- | -------------------- | ------- | ----------- | ----- | ------ |
| 1975/76 | Wiener Neustädter SC | Austria | 2. Division | ?     | 0      |
| 1976/77 | Rapid Wiedeń         | Austria | Bundesliga  | 28    | 0      |
| 1977/78 | Rapid Wiedeń         | Austria | Bundesliga  | 35    | 0      |
| 1978/79 | Rapid Wiedeń         | Austria | Bundesliga  | 23    | 0      |
| 1979/80 | Rapid Wiedeń         | Austria | Bundesliga  | 34    | 0      |
| 1980/81 | Rapid Wiedeń         | Austria | Bundesliga  | 33    | 0      |
| 1981/82 | Rapid Wiedeń         | Austria | Bundesliga  | 34    | 0      |
| 1982/83 | Rapid Wiedeń         | Austria | Bundesliga  | 30    | 0      |
| 1983/84 | Rapid Wiedeń         | Austria | Bundesliga  | 18    | 0      |
| 1984/85 | Rapid Wiedeń         | Austria | Bundesliga  | 19    | 0      |
| 1985/86 | Rapid Wiedeń         | Austria | Bundesliga  | 11    | 0      |
| 1986/87 | Rapid Wiedeń         | Austria | Bundesliga  | 14    | 0      |
| 1987/88 | Rapid Wiedeń         | Austria | Bundesliga  | 3     | 0      |
| 1988/89 | Rapid Wiedeń         | Austria | Bundesliga  | 7     | 0      |

## Kariera reprezentacyjna
W reprezentacji Austrii Feurer zadebiutował 8 października 1980 w wygranym 3:1 towarzyskim spotkaniu z Węgrami. W 1982 roku był w kadrze Austrii na Mundialu w Hiszpanii. Na tym turnieju był rezerwowym dla Friedricha Koncilii i nie rozegrał żadnego spotkania. Od 1980 do 1982 roku rozegrał w kadrze narodowej 7 meczów.